# 若草稲荷神社
若草稲荷神社（わかくさいなりじんじゃ）は、宮城県登米市にある神社。

## 沿革
天延3年（975年）に創建された。祭神は宇迦之御魂神。
康平5年（1062年）、源頼義・源義家により現在の若草稲荷神社の西側に鎮座する八幡宮（現、米川八幡神社）の末社として天倉山に遷座され、寛政10年（1798年）に若草大明神が再建され、文化10年（1813年）若草大明神に最高位である『正一位』の神階が与えられた。

## 祭神
本殿に、宇迦之御魂神、夫婦稲荷大明神、延命地蔵社が祀られている。
境内社には愛宕神社（祭神、迦具土神）、古峯神社（祭神、小碓尊 （日本武尊）、岩手県一関市大東町鎮座日本に一社 金烏神社（祭神、大日霊貴尊）分祀され鎮座する。
昭和16年創建の岩手県一関市千厩町に鎮座する煙草（たばこ）神社は若草稲荷神社より分祀されている。
失明した青年教師（首藤清喜氏）が霊夢により参拝し、ついに開眼した奇跡は当時「壺坂霊験記」といわれ内田叶夢監督のもと映画「黎明の郷」として全国的に有名となり、手記「開明坂」も出版され全国の人々に感動を与えたとされる。
青年教師が生徒と共に目を洗ったという霊泉は、霊明水「霊明の井戸」と呼ばれ表参道・開明坂の途中にある。

## 文化財
- 埋蔵文化財「若宮館跡」東和町 （後に登米市）となる。

## 祭事
毎年9月（第3日曜日） 「四社大祭神輿渡御・綱木之里大名行列」 
本社、米川八幡神社と共に明治より合祀した鱒淵三嶋神社、諏訪山大慈寺諏訪神社を合わせた四社の大祭。
綱木之里大名行列は永禄7年（1564年）に､狼河原城主（鳩岡城）の葛西民部、少輔の子息、孫太郎が八幡神社を再建した時から始まり、1971年（昭和46年）10月8日に東和町の無形文化財となり綱木之里大名行列保存会により450年以上もの間、伝承されている。